# Chlorissa etruscaria
Chlorissa etruscaria là một loài bướm đêm trong họ Geometridae.